# Janet McTeer
Janet McTeer (n. 8 mai 1961, Newcastle) este o actriță britanică.
Ea a promovat "Royal Academy of Dramatic Art" în Londra în 1986 a debutat în filmul "Half Moon Street" unde a jucat alături de Sigourney Weaver și Michael Caine. În 1997 a fost distinsă cu premiul Tony, prin rolul jucat în filmul "A Doll's House", iar în 2000 este nominalizată pentru Premiul Oscar pentru rolul jucat în filmul "Tumbleweeds", iar îb 2009 este nominalizată pentru premiul Emmy .

## Filmografie

### Film
| An   | Titlu                                           | Rol                                     | Note          |
| ---- | ----------------------------------------------- | --------------------------------------- | ------------- |
| 1986 | Half Moon Street                                | Van Arkady's Secretary                  |               |
| 1988 | Hawks                                           | Hazel                                   |               |
| 1992 | Wuthering Heights                               | Ellen "Nelly" Dean                      |               |
| 1995 | Carrington                                      | Vanessa Bell                            |               |
| 1996 | Saint-Ex                                        | Genevieve de Ville-Franche              |               |
| 1998 | Velvet Goldmine                                 | Narator                                 | Voce          |
| 1999 | Tumbleweeds                                     | Mary Jo Walker                          |               |
| 2000 | Waking the Dead                                 | Caroline Pierce                         |               |
| 2000 | Songcatcher                                     | Profesor Lily Penleric, PhD             |               |
| 2000 | The King Is Alive                               | Liz                                     |               |
| 2002 | The Intended                                    | Sarah Morris                            |               |
| 2005 | Tideland                                        | Dell                                    |               |
| 2006 | As You Like It                                  | Audrey                                  |               |
| 2011 | Cat Run                                         | Helen Bingham                           |               |
| 2011 | Island                                          | Phyllis Lovage                          |               |
| 2011 | Albert Nobbs                                    | Hubert Page                             |               |
| 2012 | The Woman in Black                              | Mrs Daily                               |               |
| 2012 | Hannah Arendt                                   | Mary McCarthy                           |               |
| 2014 | Maleficent                                      | Elderly Princess Aurora                 | Voce; Narator |
| 2015 | Angelica                                        | Anne Montague                           |               |
| 2015 | Insurgent                                       | Edith Prior                             |               |
| 2015 | Fathers and Daughters                           | Carolyn                                 |               |
| 2016 | Allegiant                                       | Edith Prior                             |               |
| 2016 | Me Before You                                   | Camilla Traynor                         |               |
| 2016 | National Theatre Live: Les Liaisons Dangereuses | Marquise de Merteuil                    |               |
| 2016 | Paint It Black                                  | Meredith                                |               |
| 2016 | The Exception                                   | Princess Hermine 'Hermo' Reuss of Greiz |               |
| 2022 | The Menu                                        | Lillian Bloom                           |               |
| 2022 | Glimpse                                         | Lucienne                                |               |
| 2025 | Untitled eighth Mission: Impossible film        | TBA                                     | Filmări       |

### Televiziune
| An        | Titlu                                   | Rol                     | Note                                                             |
| --------- | --------------------------------------- | ----------------------- | ---------------------------------------------------------------- |
| 1985      | Juliet Bravo                            | Esther Pearson          | Episodul: "Flesh and Blood"                                      |
| 1986      | Gems                                    | Stephanie Wilde         | 2 episoade                                                       |
| 1987      | Theatre Night                           | Miss Julie              | Episodul: "Miss Julie"                                           |
| 1988      | Les Girls                               | Susan                   | 7 episodes                                                       |
| 1989      | Precious Bane                           | Prue Sarn               | Film TV                                                          |
| 1990      | The Play on One                         | Dr. Juliet Horowitz     | Episodul: "Yellowbacks"                                          |
| 1990      | Portrait of a Marriage                  | Vita Sackville-West     | 4 episoade                                                       |
| 1990      | Screen Two                              | Celeste                 | Episodul: "102 Boulevard Haussmann"                              |
| 1990–1991 | Screen One                              | Adult Claudie/Caroline  | 2 episoade                                                       |
| 1991      | The Black Velvet Gown                   | Riah Millican           | Film TV                                                          |
| 1992      | Dead Romantic                           | Madeleine Severn        | Film TV                                                          |
| 1992      | A Masculine Ending                      | Loretta Lawson          | Film TV                                                          |
| 1993      | Don't Leave Me This Way                 | Loretta Lawson          | Film TV                                                          |
| 1994      | Jackanory                               | Reader                  | Episodul: "The Iron Woman"                                       |
| 1995–1996 | The Governor                            | Helen Hewitt            | 12 episoade                                                      |
| 2004      | Agatha Christie's Marple                | Anne Protheroe          | Episodul: "Agatha Christie's Marple: The Murder at the Vicarage" |
| 2006      | The Amazing Mrs Pritchard               | Catherine Walker        | 6 episoade                                                       |
| 2007      | Five Days                               | DS Amy Foster           | 4 episoade                                                       |
| 2007      | Daphne                                  | Gertrude Lawrence       | Film TV                                                          |
| 2008      | Sense and Sensibility                   | Mrs. Dashwood           | 3 episoade                                                       |
| 2008      | Masterpiece Theatre                     | Mrs. Dashwood           | Episodul: "Sense and Sensibility"                                |
| 2009      | Hunter                                  | DS Amy Foster           | 2 episoade                                                       |
| 2009      | Into the Storm                          | Clementine Churchill    | Film TV                                                          |
| 2009      | Psychoville                             | Cheryl                  | 2 episoade                                                       |
| 2011      | Weekends at Bellevue                    | Diana Wallace           | Film TV                                                          |
| 2012      | Parade's End                            | Mrs. Satterthwaite      | 4 episoade                                                       |
| 2012      | Damages                                 | Kate Franklin           | 9 episoade                                                       |
| 2013      | The White Queen                         | Jacquetta of Luxembourg | 6 episoade                                                       |
| 2014      | The Honourable Woman                    | Dame Julia Walsh        | 8 episodes                                                       |
| 2015      | Battle Creek                            | Commander Kim Guziewicz | Rol principal, 13 episodes                                       |
| 2016      | Marks and Spencer                       | Mrs. Claus              | Advert                                                           |
| 2018      | Jessica Jones                           | Alisa Jones             | 11 episoade                                                      |
| 2018–2019 | Sorry for Your Loss                     | Amy Shaw                | Rol principal; 11 episoade                                       |
| 2018–2020 | Ozark                                   | Helen Pierce            | Rol secundar (sezoanele 2 & 3)                                   |
| 2020      | The President Is Missing                | Carolyn Brock           | Film TV                                                          |
| 2023      | Julius Caesar: The Making of a Dictator | Narator                 | Miniserial                                                       |
| 2024      | Kaos                                    | Hera                    | Rol principal; 8 episoade                                        |

### Teatru
| An   | Titlu                    | Rol                     | Note                                |
| ---- | ------------------------ | ----------------------- | ----------------------------------- |
| 1996 | A Doll's House           | Nora Helmer             | Playhouse Theatre, London           |
| 1997 | A Doll's House           | Nora Helmer             | Belasco Theatre, Broadway           |
| 2009 | God of Carnage           | Veronica (replacement)  | Bernard B. Jacobs Theatre, Broadway |
| 2009 | Mary Stuart              | Mary Stuart             | Broadhurst Theatre, Broadway        |
| 2016 | Les Liaisons Dangereuses | La Marquise de Merteuil | Booth Theatre, Broadway             |
| 2018 | Bernhardt / Hamlet       | Sarah Bernhardt         | American Airlines Theatre, Broadway |
| 2023 | Phaedra                  | Helen                   | National Theatre, London            |

### Jocuri video
| An   | Titlu                   | Rol                      | Note |
| ---- | ----------------------- | ------------------------ | ---- |
| 1998 | Populous: The Beginning | Voci suplimentare (voce) |      |